# Shadow Hearts (serie)
Shadow Hearts (シャドウハーツ?, Shadōhātsu) è una serie di videogiochi di ruolo per PlayStation 2. Lo Shadow Hearts originale venne sviluppato da Sacnoth e pubblicato da Midway negli Stati Uniti l'11 dicembre 2001. Il seguito, Shadow Hearts: Covenant (o Shadow Hearts II), venne anch'esso sviluppato dallo stesso gruppo, nonostante Sacnoth venne riorganizzata e rinominata Nautilus per il progetto. Venne pubblicato nell'ottobre 2004 negli Stati Uniti. Un ulteriore seguito, Shadow Hearts: From the New World, fu pubblicato in Giappone il 28 luglio 2005 e negli Stati Uniti il 7 marzo 2006. La serie di Shadow Hearts è conosciuta per il suo stile horror Lovecraftiano e l'accostamento di fatti storici e dettagli con personaggi fantasiosi e spesso anacronistici, altrimenti noti come ucronia. Seppur non abbiano venduto molto, gli episodi di Shadow Hearts si sono guadagnati la reputazione di giochi cult che hanno avuto un certo successo nella loro nicchia.

## Elementi di gameplay comuni
Tutti e tre gli Shadow Hearts sono RPG a turni. Ci sono due elementi unici nei giochi di Shadow Hearts.
Judgment Ring
Per quasi tutte le azioni in battaglia e per alcuni minigiochi, il giocatore è presentato con un "Judgment Ring". Questo viene visualizzato come un campo circolare contenente una linea simile a quella di un radar che spazza tutto il cerchio una singola volta. Ci sono diverse aree colorate su questo campo. Per completare con successo un'azione, il giocatore deve premere un bottone nel momento in cui la linea sta passando. Per attacchi diretti, ci sono una o più di queste aree, e fino a che ognuna di queste aree viene colpita in modo corretto, il giocatore può tentare di compiere attacchi multipli nello stesso turno.  Per molte magie offensive e alcune difensive, ci sono delle aree che vanno colpite prima di un'area più ampia per essere completate con successo. Per la maggior parte delle altre azioni vi è una singola area da colpire. Per gli attacchi, magie offensive e difensive, vi è anche una zona ristretta di colore rosso alla fine di alcune sezioni; se viene colpita, allora l'attacco, l'incantesimo o l'effetto di un oggetto è leggermente maggiore; comunque, è facile sbagliare a colpire un'area e fallire la mossa.
In genere ci sono diversi modi in cui è possibile alterare il comportamento dell'anello nei giochi. Oggetti speciali o persone possono ingrandire l'area segnata e diminuire la possibilità di mancare il bersaglio, o anche aggiungere una zona per un attacco aggiuntivo. Gli oggetti equipaggiabili possono alterare il comportamento dell'Anello; per esempio, potrebbe aumentare la velocità in battaglia di un personaggio (attaccando più spesso) al costo di avere l'Anello girare più velocemente. I mostri potrebbero causare alterazioni nel comportamento dell'anello, come aumentarne la velocità o riducendo la grandezza dell'area, queste alterazioni possono essere rimosse con degli incantesimi, oggetti, o rimosse al termine della battaglia.
Alcuni giocatori si sono lamentati del Judgment Ring dopo il primo gioco, sostenendo che rendesse il gioco eccessivamente difficile. Per venire incontro a queste lamentele, il secondo e terzo gioco offrono la possibilità di rimuovere questo elemento. Facendo ciò però non si eseguiranno più colpi critici, strikes, e altri effetti speciali, creando un grande handicap in cambio dell'abbassamento del livello di difficoltà.
Sanity Points
In aggiunta ai normali Hit Points e Mana Points per ogni personaggio, ci sono anche i Sanity Points (SP), che diminuiscono ogni turno nel quale il personaggio è in battaglia (rappresentano l'esposizione del personaggio alle orribili e folli creature) o possono anche essere ridotti dai nemici. Quando un personaggio rimane con zero Sanity Points, quel personaggio diventa "Berserk"; ovvero eseguirà azioni casuali su un partecipante casuale della battaglia (inclusi i membri del proprio party) con bonus aumentati fino a che o vengono ripristinati alcuni Sanity Points, o la battaglia termina, se accade quest'ultima, tutti i giocatori, indipendentemente dallo stato Berserk, ripristineranno completamente i loro Sanity Points. Come per gli Hit Points e i Mana Points, ci sono modi per ripristinare i Sanity Points nel corso di una battaglia.
Un altro elemento di gioco che ha una presenza costante nella serie è la Famiglia Valentine (Valentine Family)
La Famiglia Valentine
In ogni gioco è presente almeno un componente della famiglia Valentine ed è sempre un personaggio giocabile. I Valentine sono una famiglia di vampiri, il loro aspetto si allontana da quello tipico di Dracula con capelli scuri e carnagione chiara, essi sono biondi, con gli occhi azzurri, e con la pelle normale senza problemi di esposizione alla luce del sole (o nessun'altra debolezza tipica dei vampiri) e non hanno bisogno di bere sangue.

## Lista dei giochi della serie

### Koudelka
C'è da notare che il gioco per PlayStation Koudelka, il primo sforzo di Sacnoth, è tecnicamente un predecessore di Shadow Hearts, comunque la connessione tra questi non è così forte come quella presente tra gli altri giochi della serie. Alcuni degli eventi accaduti in Koudelka sono menzionati in Shadow Hearts, e alcuni elementi (inclusi personaggi) di Koudelka ritornano in Shadow Hearts.

### Shadow Hearts
Gli eventi di Shadow Hearts hanno luogo quindici anni dopo Koudelka, 1913, nello stesso universo. Su un ramo della Ferrovia Transiberiana in Manciuria, il protagonista del gioco, Yuri Volte Hyuga (Urmnaf "Uru" Bort Hyuga nella versione Giapponese), sente una voce nella sua testa che gli dice di salvare la giovane Alice Elliot, il cui padre era stato recentemente assassinato in modo brutale in Rouen, Francia. Dopo che un signore Inglese con il nome del filosofo Roger Bacon (Ruggero Bacone) tentò di portare via Alice dall'esercito Giapponese, Yuri la salva, e comincia così una missione attraverso la Cina (e successivamente l'Europa) per scoprire l'importanza di Alice, l'intento di Bacon, l'identità della voce misteriosa, e la sua personale importanza.

### Shadow Hearts: Covenant
Shadow Hearts: Covenant (conosciuto anche come Shadow Hearts II) riprende direttamente la storia dal termine di Shadow Hearts, assumendo che il finale "infelice" sia quello corretto. Questo gioco contiene 2 DVD invece del normale disco singolo, che assicura (secondo il publisher) 40 ore di gioco.
La città di Domremy si è ostinatamente rifiutata di cedere all'avanzata tedesca agli inizi della prima guerra mondiale grazie all'aiuto di un "demone" che sembra difenderla. Il tenente Karin Koenig dell'esercito tedesco viene mandato insieme con una persona che sostiene di essere un Inquisitore del Vaticano, Nicolai Conrad, che avrebbe dovuto esorcizzare il demone. Tuttavia, il 'demone del Domremy' è in realtà la Yuri Harmonixer del primo Shadow Hearts. Yuri, Karin, e Nicolai presto rimangono coinvolti in una trama che coinvolge cospirazioni segrete, la famiglia reale russa, il ministro degli esteri giapponese, Il libro sacro di Koudelka, e molto altro.
Il gioco nel suo insieme fu rinnovato a partire da Shadow Hearts, inclusa la grafica, i filmati, le voci, il funzionamento del Judgment Ring, e il cast dei personaggi. La critica fu più favorevole per Shadow Hearts: Covenant rispetto al capitolo originale, ed è opinione comune che questo secondo capitolo sia complessivamente migliore rispetto al primo (si noti che Margarete esegue un cameo).

### Shadow Hearts: From The New World
L'ultimo capitolo della serie, Shadow Hearts: From The New World, venne annunciato nel marzo 2005. XSEED Games, Una compagnia formata da ex dipendenti di Square Enix USA portò Shadow Hearts: From the New World nel Nord America.
Il gioco incomincia in Nord America nel 1929 e offre due nuovi personaggi principali: un New Yorkese di 16 anni chiamato Johnny Garland, e una Nativa Americana di 21 anni chiamata Shania. Shania ha poteri di fusione simili a quelli di Yuri e Kurando nei precedenti episodi di Shadow Hearts, ma Shania non è una harmonixer. Lei prende accordi con gli spiriti, contrariamente a Yuri e Kurando che li trasformavano in demoni. La storia incomincia con Johnny, un detective privato, che viene assunto da un uomo di nome Gilbert affinché trovi un certo Marlow Brown. Quando Johnny trova l'uomo, però, una 'finestra' misteriosa si apre, e da essa emerge un mostro Lovecraftiano. Il resto del gioco segue Johnny, Shania, a i loro amici nel tentativo di scoprire Gilbert e i suoi piani.
Mentre alcuni potrebbero sostenere che From The New World è più uno spinoff che un seguito vero e proprio, è importante sottolineare che il gioco ha molti collegamenti con il precedente. Oltre ad alcuni personaggi che ritornano (Roger Bacon, Lenny Curtis, Joachim Valentine, Keith Valentine (come il Silver Bat), Hildegarde Valentine (come il Peach Bat in Shadow Hearts Covenant, qui come personaggio giocabile nel party di Johnny) e Gerard (il negoziante) come anche gli oggetti (Émigré Manuscript)), importanti eventi che hanno luogo in Shadow Hearts 2 sono menzionati, come ad esempio la perdita di Malice di Nicolai (Nicholas) Conrad.